# Luca Gelfi
Luca Gelfi, né le 21 juin 1966 à Seriate, dans la province de Bergame, en Lombardie, et mort le 3 janvier 2009 à Torre de' Roveri, est un coureur cycliste italien des années 1990. 

## Biographie
Professionnel de 1988 à 1998, Luca Gelfi a notamment remporté deux étapes du Tour d'Italie 1990. Il s'est également classé deuxième de Milan-San Remo 1993. Souffrant de dépression, il se suicide le 3 janvier 2009.

## Palmarès

### Palmarès amateur
- 1984
  - Trofeo Emilio Paganessi
- 1985
  - Rho-Baveno-Levo
- 1986
  - Trofeo Sportivi Magnaghesi
  - 3e de la Semaine bergamasque
- 1987
  -  Médaillé d'or de la course en ligne des Jeux méditerranéens
  - Gran Premio di Diano Marina
  - Monte Carlo-Alassio
  - Coppa Cicogna

### Palmarès professionnel
- 1988
  - 3ea étape du Tour de Catalogne (contre-la-montre par équipes)
- 1989
  - 3e du Tour du Trentin
- 1990
  - 6e et 10e (contre-la-montre) étapes du Tour d'Italie
- 1993
  - 2e de Milan-San Remo
  - 2e du Tour des Pouilles
- 1995
  - 3e du Grand Prix de l'industrie et de l'artisanat de Larciano
- 1997
  - 10e étape du Tour du Portugal
  - 10e de Paris-Tours

## Résultats sur les grands tours

### Tour d'Italie
8 participations
- 1989 : 27e
- 1990 : 42e, vainqueur des 6e et 10e (contre-la-montre) étapes
- 1991 : 86e
- 1992 : 65e
- 1993 : 36e
- 1994 : abandon (19e étape)
- 1995 : 80e
- 1998 : 76e

### Tour de France
1 participation
- 1996 : abandon (2e étape)

### Tour d'Espagne
3 participations
- 1993 : 14e
- 1994 : 53e
- 1997 : 87e